# Solitanea mariae
Solitanea mariae is een vlinder uit de familie spanners (Geometridae). De wetenschappelijke naam is voor het eerst geldig gepubliceerd in 1921 door Stauder.
De soort komt voor in Europa.